# 紀元前345年
紀元前345年（きげんぜん345ねん）は、ローマ暦の年である。
当時は、「ドルスオとカメリヌスが共和政ローマ執政官に就任した年」として知られていた（もしくは、それほど使われてはいないが、ローマ建国紀元409年）。紀年法として西暦（キリスト紀元）がヨーロッパで広く普及した中世時代初期以降、この年は紀元前345年と表記されるのが一般的となった。

## 他の紀年法
- 干支 : 丙子
- 日本
  - 皇紀316年
  - 孝安天皇48年
- 中国
  - 周 - 顕王24年
  - 秦 - 孝公17年
  - 楚 - 宣王25年
  - 斉 - 威王12年
  - 燕 - 文公17年
  - 趙 - 粛侯5年
  - 魏 - 恵王25年
  - 韓 - 昭侯18年
- 朝鮮
  - 檀紀1989年
- ベトナム :
- 仏滅紀元 : 200年
- ユダヤ暦 :

## できごと

### ギリシア
- テーベとテッサリアの支持のもと、マケドニアは、アポロとデメテルを祀る寺院を支えるためのギリシアの宗教的同盟である隣保同盟でフォキスの票を引き継いだ。アテナイの指導者の一部に多少ためらいがあったが、最終的にピリッポス2世の同盟の議会への加入を認めた。アテナイの弁論家デモステネスは彼の演説「on the peace」で、この立場を推奨する一人だった。

## 誕生
- ニコカレス、アテナイの古典喜劇詩人